# ГЕС Корнател
ГЕС Корнател – гідроелектростанція на північному заході Іспанії. Знаходячись між ГЕС Барцена (вище по течії) та ГЕС Керено, входить  до складу каскаду на річці Сіль (ліва притока найбільшої річки Галісії Мінью).
У 1949 році на Сіль звели гравітаційну греблю Фуенте дель Асуфре висотою 50 метрів та довжиною 40 метрів, на спорудження якої пішло 20 тис м3 матеріалу. Ця споруда утворила невелике водосховище з площею поверхні 0,23 км2 та об'ємом від 0,1 до 2,5 млн м3 (в залежності від рівня поверхні). Первісно його головним призначенням була подача води для охолодження розташованої поруч теплової електростанції. Після появи наприкінці 1950-х за три кілометри вище по течії ГЕС Барцена, водосховище греблі Фуенте дель Асуфре стало виконувати функцію її нижнього балансуючого резервуару. 
На початку 1960-х від Фуенте дель Асуфре проклали канал Корнател, який тягнеться по лівобережжю Сіль. На більшості ділянок він прямує у тунелі, долає по акведуку Rio-Boeza (ліва притока Сіль) та після більш ніж 17 км впадає до водосховища Кампанана. Останнє створили у 1963 році на іншій лівій притоці Сіль Арройо-де-Бальєн за допомогою гравітаційної греблі висотою 50 метрів та довжиною 175 метрів, на спорудження якої пішло 70 тис м3 матеріалу. Вона утримує водойму із площею поверхні біля 1 км2 та об'ємом від 5 до 97 млн м3, з якої ресурс подається по тунелю до машинного залу ГЕС Корнател, розташованого майже за 5 км на захід, на березі водосховища Пеньяррубіа (створене на Сіль для постачання ГЕС Керено).
Машинний зал станції Корнател обладнаний двома турбінами номінальною потужністю по 60 МВт, як використовують напір у 142 метри.
Зв'язок з енергосистемою відбувається по ЛЕП, що працює під напругою 220 кВ.